# Viktor Oliva
Viktor Oliva (Nové Strašecí, 1861 - Praga, 1928) fue un pintor, e ilustrador checo que vivió durante el Imperio austrohúngaro.
Oliva, con 17 años se graduó en la Academia de Bellas Artes en Praga con el pintor y restaurador František Sequens y luego en la Academia de Bellas Artes de Múnich. En Múnich, se incorporó a la Asociación Škréta de artistas checos, a la que pertenecían Luděk Marold y Alfons Mucha.
En 1888 estuvo pintando en la zona de Montmartre de París,  vivió allí durante algunos años haciendo buenos amigos con otros bohemios parisinos como Luděk Marold, Aleš Mikoláš, Jakub Arbes y Karel Vítězslav Masek. Este grupo de oriundos de Bohemia fueron el centro de la cultura bohemia. En ese ambiente su arte se desarrolla y entra en el mundo de la absenta, a la que dedica uno de sus cuadros. Tras varios años regresó a Bohemia.
En 1897 comienza a trabajar como editor de imágenes en la revista Zlatá Praha que era muy popular al editarse en el idioma checo, se mantuvo en ese cargo durante 19 años. En ese periodo se casó y tuvo un hijo, pero su mujer le abandonó y él se hizo cargo del mismo. En los años siguientes produjo muchas obras y compartió mucho tiempo con su amigo Josef Kořenský y visitando su café favorito, el Café Slavia. En 1926 la revista Český Svět, que trataba sobre personalidades y sus vidas, le dedicó un artículo reconociendo especialmente su trabajo como ilustrador. Murió en Praga el 5 de abril de 1928. Fue enterrado en el cementerio Olšany en la zona de artistas famosos.
Algunas de sus obras destacadas son:

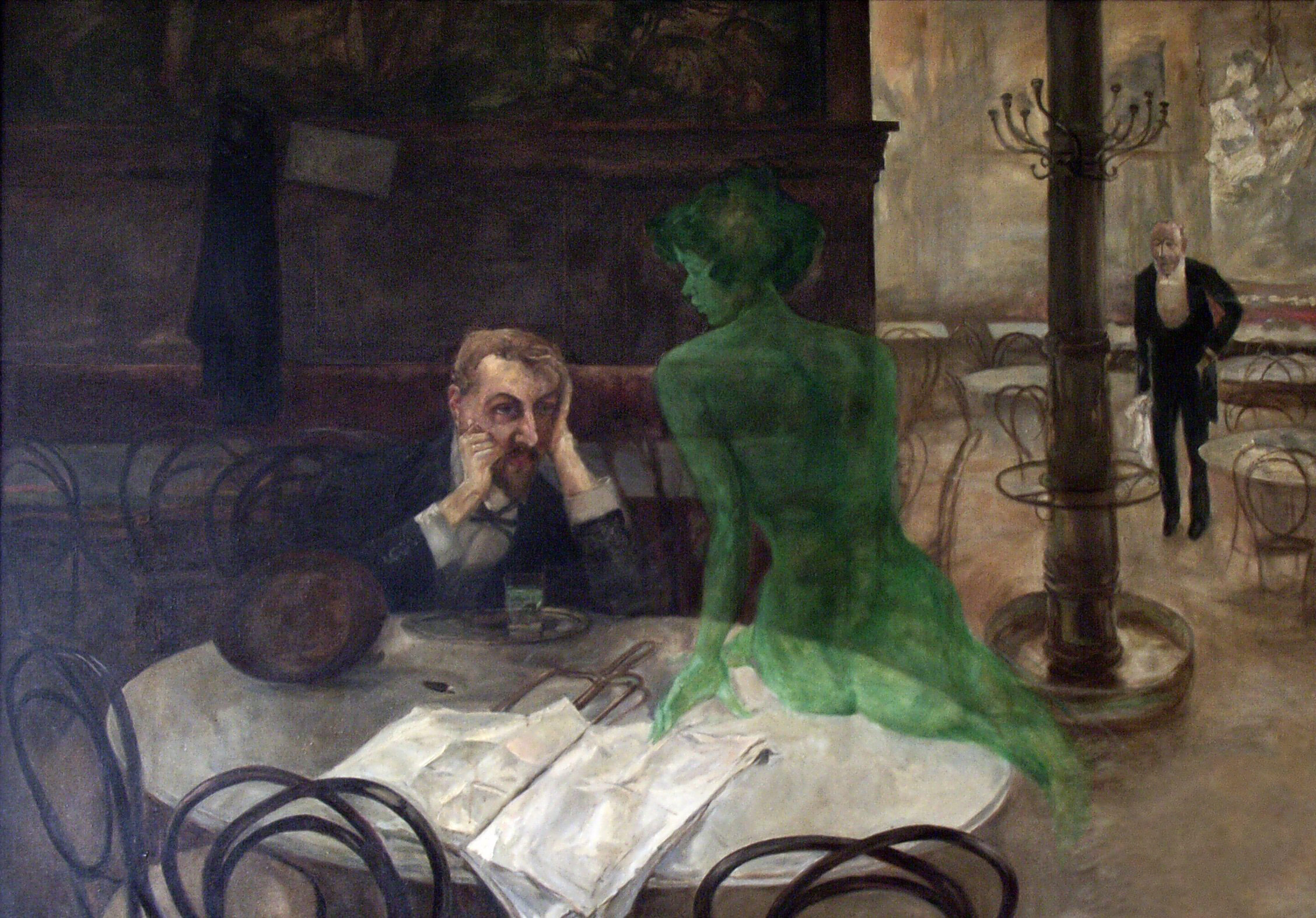
El bebedor de absenta, 1901. La pintura original se encuentra en el Café Slavia de Praga.
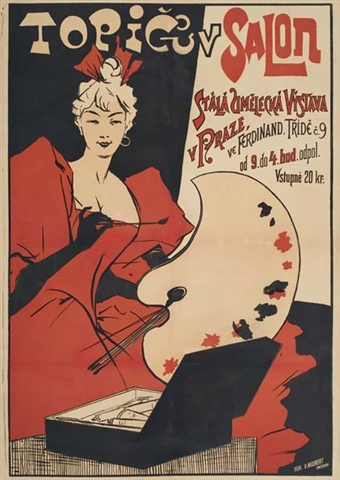
Topicuv salon, 1895
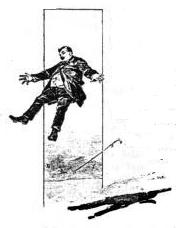
Ilustración para el libro El viaje de Mr. Brouček a la luna, 1889.
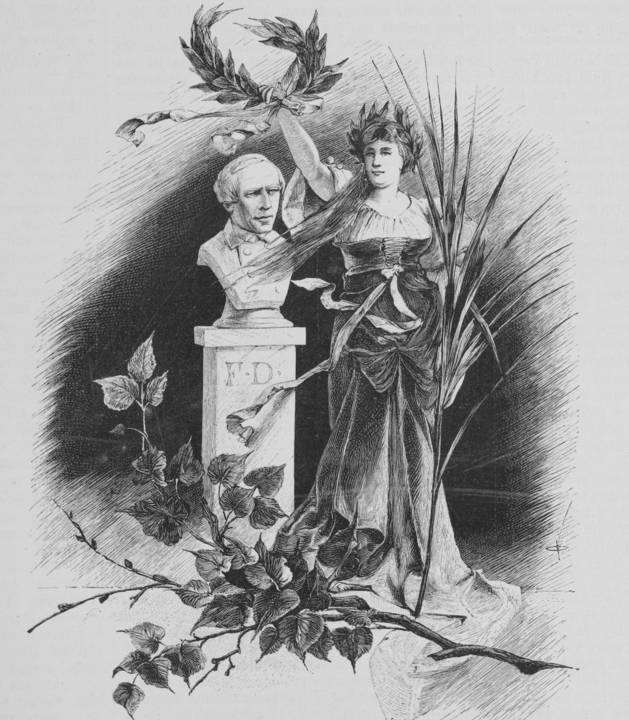
In memoriam de František Doucha, 1884.

- Wikimedia Commons alberga una categoría multimedia sobre Viktor Oliva.

- Datos: Q1469764
- Multimedia: Viktor Oliva / Q1469764